# Escudo de la Isla Montserrat
El escudo de Montserrat fue adoptado por vez primera en 1909. En él figura, en un campo de azur con una franja de gules en la punta (en heráldica no existe el término marrón), una mujer vestida con una túnica de sínople que sostiene con su mano derecha una cruz latina de sable y en su izquierda un arpa de oro con las cuerdas de sable.
Este escudo subraya los lazos con Irlanda. La mujer que levanta la cruz es la personificación de Irlanda y lleva su nombre poético, Erin. El verde de su vestido y el arpa dorada son también símbolos irlandeses.
El escudo de Montserrat figura en su bandera.

## Evolución histórica del escudo

Escudo de armas de las Islas Británicas de Sotavento (1909-1940)
Escudo de armas de las Islas Británicas de Sotavento (1940-1956)

- Datos: Q223483
- Multimedia: Coats of arms of Montserrat / Q223483